# Svartstrupig fnittertrast
Svartstrupig fnittertrast (Pterorhinus chinensis) är en fågel i familjen fnittertrastar inom ordningen tättingar.

## Utseende
Svartstrupig fnittertrast är en medelstor (23–30 cm), mörk fnittertrast med svart i ansiktet på strupen. Mer detaljerat har den svart på panna, tygel och övre mustaschområdet, bakåt förlängt till ett ögonstreck bakom ögat. Vidare är örontäckarna vita och på panna syns också oregelbundna smala vita fläckar, medan hjässan och övre delen av nacken är skiffergrå. Manteln är medelgrå och resten av ovansidan mörkbrun. På undersidan är den svart på hake, strupe och övre delen av bröstet, med resten av undersidan mörkgrå.

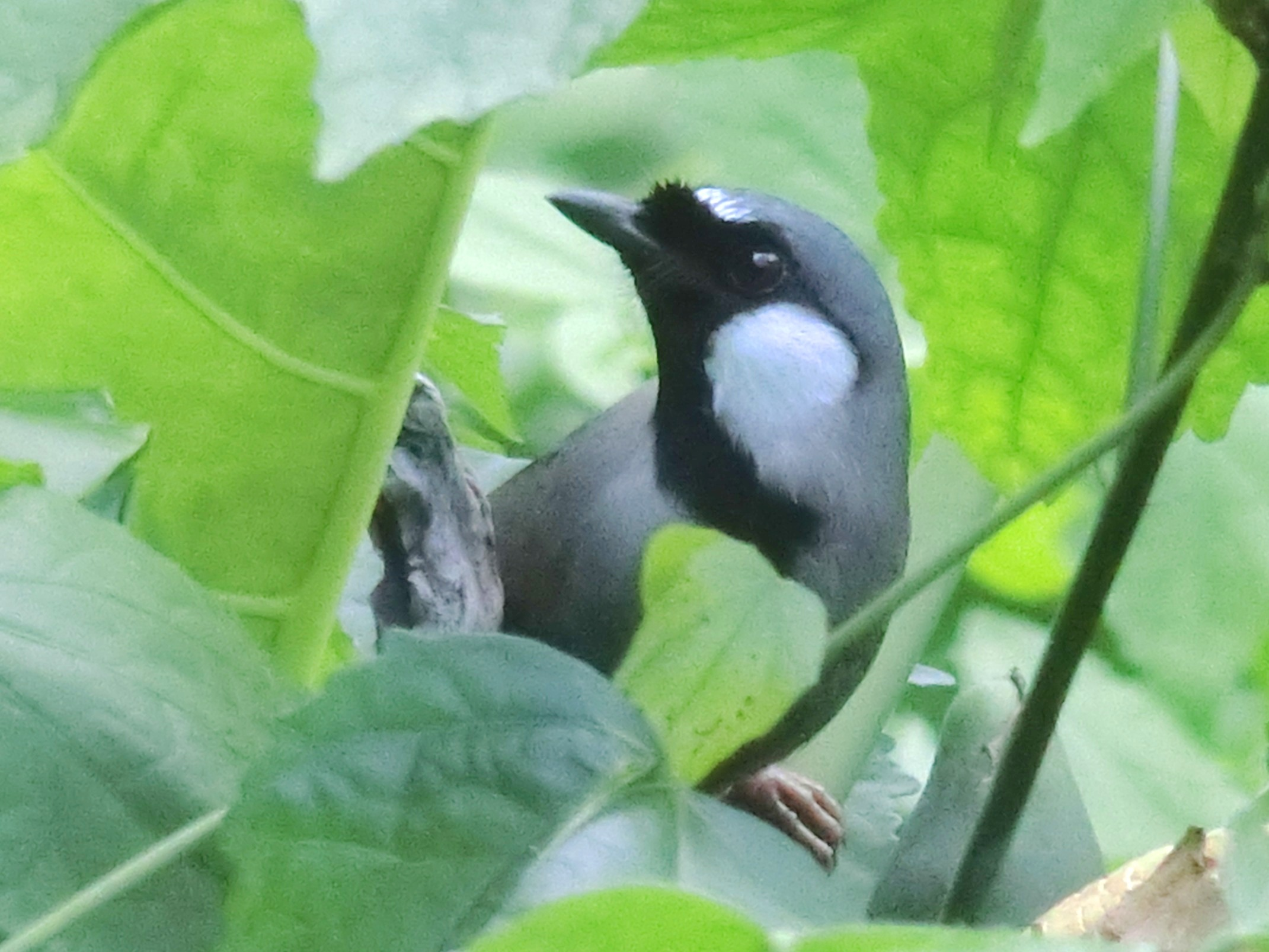

Underarten (eller arten, se nedan) monachus skiljer sig från de övriga med svart istället för vitt på örontäckare, mörkbrun undersida utan inslag av grått på buken och tydligt mindre storlek.

## Utbredning och systematik
Svartstrupig fnittertrast delas in i fem underarter med följande utbredning:
- Pterorhinus chinensis. lochmius – södra Kina (sydvästra Yunnan) och östra Myanmar till norra Thailand och nordvästra Laos
- Pterorhinus chinensis propinquus – sydöstra Myanmar och västra Thailand
- Pterorhinus chinensis germaini – sydöstra Kambodja och södra Vietnam
- Pterorhinus chinensis chinensis – södra Kina och norra Indokina utom nordvästra Laos
- Pterorhinus chinensis monachus – Hainan (södra Kina)

Sedan 2016 urskiljer Birdlife International och naturvårdsunionen IUCN monacha som den egna arten "hainanfnittertrast".

### Släktestillhörighet
Svartstrupig fnittertrast placeras traditionellt i det stora fnittertrastsläktet Garrulax, men den taxonomiska auktoriteten Clements et al lyfte ut den och ett antal andra arter till släktet Ianthocincla efter DNA-studier. Senare studier visar att Garrulax består av flera, äldre utvecklingslinjer, även inom Ianthocincla. Författarna till studien rekommenderar därför att släktet delas upp ytterligare, på så sätt att svartstrupig fnittertrast med släktingar lyfts ut till det egna släktet Pterorhinus. Idag följer tongivande International Ornithological Congress och även Clements et al dessa rekommendationer.

## Levnadssätt
Fågeln hittas i städsegrön lövskog och blandskog, men även i ungskog och busk- och gräsmarker, upp till 1525 meters höjd. Den ses vanligen i par eller i smågrupper, ofta med andra fnittertrastar. Den är då tillbakadragen och svår att få syn på där den födosöker på jakt efter insekter, ibland även växtmaterial och frön. Arten häckar mellan mars och augusti. Den bygger en lös boskål av rotting, bambu, löv och rötter som placeras i en tät buske eller i bambu nära marken, ibland upp till två meters höjd. Däri lägger den tre till fem ägg.

## Status och hot
Arten har ett stort utbredningsområde, men tros minska i antal, dock inte tillräckligt kraftigt för att den ska betraktas som hotad. Internationella naturvårdsunionen IUCN listar arten som livskraftig (LC).